# Storia di Benevento
La storia di Benevento comprende una serie di eventi che hanno interessato la città di Benevento dall'antichità ai giorni nostri.

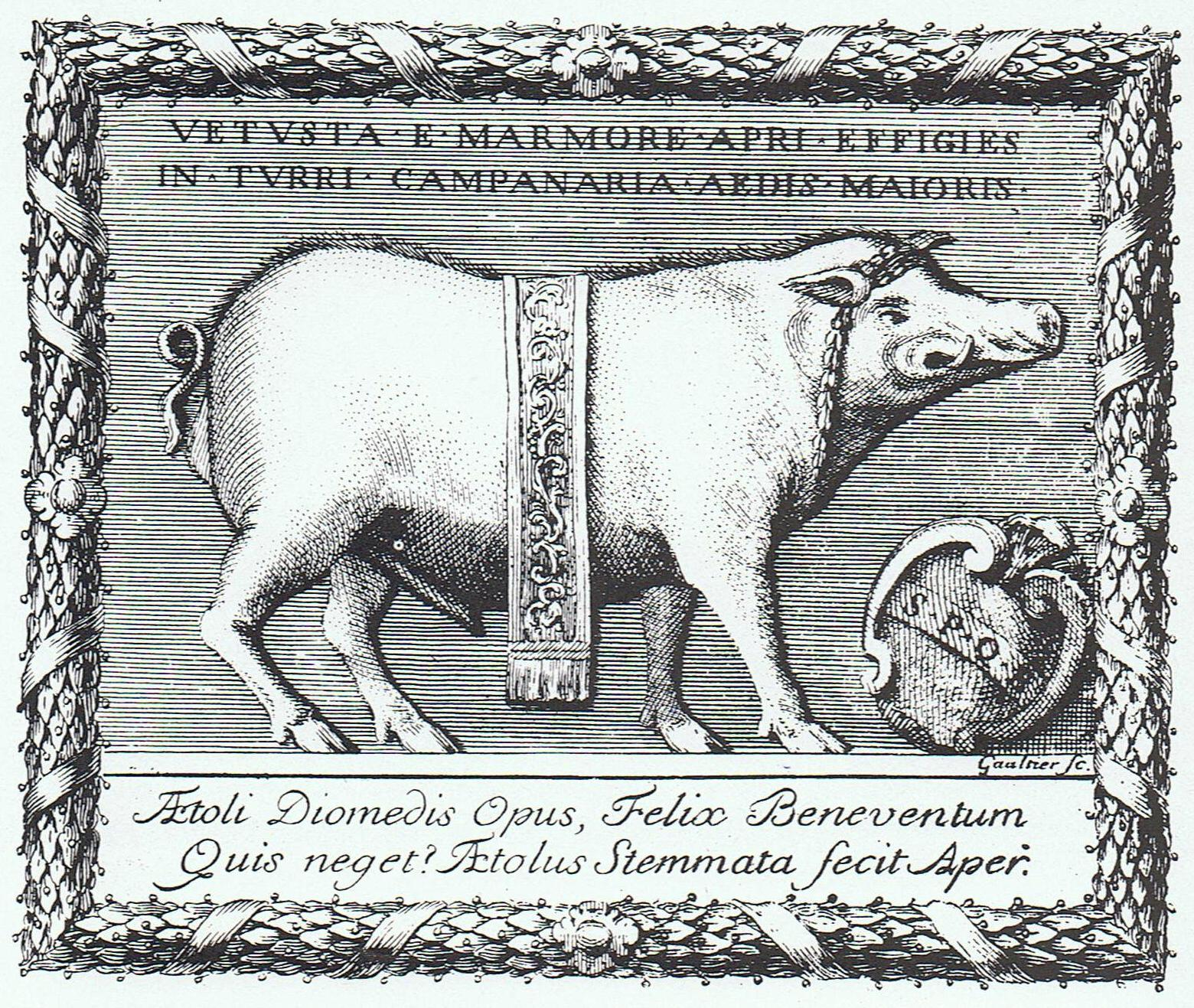
Incisione di P.J. Gaultier su disegno di G.B. Natali raffigurante il cinghiale stolato, simbolo della città di Benevento. Secondo la leggenda fu l'eroe acheo Diomede a fondare Benevento e, come segni di riconoscimento, lasciò alla città le zanne del cinghiale caledonio che suo zio Meleagro aveva ucciso nei boschi dell'Etolia.

## Origine del nome
Secondo la teoria di Raffaele Garrucci pare che il primo nome della città sia stato, in lingua osca, Malies o Malocis, poi mutato in Maloenton (oppure Maloenta o Malowent). Questa tesi si fonda sul ritrovamento di una moneta bronzea del IV secolo a.C. riportante la scritta Malies sull'esergo, oltre ad una testa di donna con la capigliatura chiusa in un sakkos; sul rovescio sono raffigurati un bue con volto umano, e in alto una testa barbata. Un'altra moneta, coetanea, porta raffigurato nel rovescio un bue, ed in alto un elmo coi guanciali, e nel diritto una testa giovanile che si può supporre essere quella di Apollo.
Secondo un altro storico, Gianni Vergineo, il nome originario della città, Maloenton, è di genesi greca. Malòeis, da Malon, variante dorica dell'attico Mèlon (questo aspetto dorico si collega con la provenienza del mitico fondatore di Benevento, Diomede) che significa gregge di pecore o capre, è una forma aggettivale il cui significato indica una zona piena di mandrie di pecore e di capre, con evidente riferimento all'attività silvo-pastorale praticata largamente dai Sanniti. Vergineo, inoltre, non esclude la derivazione di Maloenton da mallos (vello di pecora).
Il genitivo di Malòeis esce in entos, quindi Malòentos. A causa della somiglianza del morfema entos con iontos (genitivo del participio presente di iènai = venire), i Romani coglievano nel nome originario di Benevento un "malum eventum". Solo con la vittoria su Pirro del 272 a.C. si ebbe la trasformazione in Beneventum, ad indicare un buon auspicio.
Un'ulteriore ipotesi vede l'origine del nome in un altro animale simbolo di Benevento, il toro, simbolo dei Sanniti. Il poeta greco Teocrito, infatti, chiama il toro Malon.

## La fondazione mitica
La leggendaria fondazione di Benevento è legata alla figura mitologica di Diomede, acheo ricordato nell'Odissea di Omero per la sua prodezza e celebrato da diversi storici che gli attribuiscono la fondazione di numerose città della Daunia.
Stando al mito, Diomede, vittima dell'infedeltà coniugale, è costretto a lasciare la patria greca per venire in Italia, dove fonda Arpi e aiuta il re Dauno in una guerra contro i Messapi. Il re gli nega il premio promesso (una parte del regno) ma Diomede insiste, rivendicando il suo diritto. Interviene allora in veste di giudice un suo fratello naturale che gli dà torto perché innamorato della figlia di Dauno, Evippe. L'eroe acheo si impadronisce di una parte del regno tracciando il confine con delle pietre. Dauno le fa togliere ma esse ritornano al loro posto.
La versione beneventana del mito è data da Procopio di Cesarea (VI sec.) il quale afferma che «la città fu fondata da Diomede figlio di Tideo, respinto da Argo dopo la presa di Troia. Come segni di riconoscimento lasciò alla città le zanne del cinghiale caledonio che suo zio Meleagro aveva ucciso come trofeo di caccia: si trovano tuttora lì e sono uno spettacolo da vedere, con quella forma di mezza luna e con quella lunghezza di non meno di tre spanne».
Il cinghiale caledonio citato nella leggenda, in epoca medievale è diventato il simbolo di Benevento tanto da essere raffigurato ancora oggi nello stemma comunale. A tal proposito uno storico beneventano del XIX secolo racconta che della nobile origine di Benevento «fa piena testimonianza lo stemma di marmo greco incastonato nel campanile dell'arcivescovado, rappresentante il cinghiale caledonico ucciso da Meleagro, zio di Diomede, nei boschi dell'Etolia; e la stessa caccia si osserva in un bassorilievo esistente nel palazzo arcivescovile».
All'eroe Diomede è legata anche la fondazione di Argirippa (la città del cavallo). In due antiche monete beneventane di epoca romana viene riprodotta la figura del cavallo con la scritta Malies, nella più antica (IV sec. a.C.), e Beneventod, nella più recente.

## L'epoca preromana
La posizione strategica e le condizioni ambientali della zona hanno costituito un valido motivo di attrazione per le popolazioni di varie epoche. Durante il corso degli anni in vari scavi occasionali sono state trovate diverse tracce di insediamenti ascrivibili al periodo neolitico. Nella seconda metà del Novecento è stata rinvenuta, nel corso di un'esplorazione archeologica nel giardino dell'ex-collegio La Salle in piazzetta Vari, una necropoli dell'orientalizzante antico (fine VIII - inizi VII secolo a.C.). Altri manufatti di ceramica e bronzo (VIII-VII a.C.), rinvenuti in diverse campagne di scavo, si conservano nel museo del Sannio.
Una successiva fase della storia di Benevento è legata alle vicende dei Sanniti. È probabile che il territorio beneventano fungesse da punto di incontro tra le diverse tribù sannitiche degli Irpini (i quali, stanziati anche sulle retrostanti alture, dovevano tenere il controllo diretto dell'area), dei Pentri e dei Caudini. Ad ogni modo la presenza umana era inizialmente di tipo prettamente rurale, con pochi villaggi sparsi ad economia agro-pastorale. A partire però dal IV secolo a.C. (ossia al tempo delle guerre sannitiche) si sviluppò un insediamento più organizzato, di tipo proto-urbano e in posizione meglio difendibile; a tale periodo risalgono infatti due necropoli sannitiche venute alla luce poco distanti tra loro, una ancora nei pressi dell'ex Collegio La Salle e l'altra alla Rocca dei Rettori, caratterizzate dalla presenza di tumuli di terra di forma diverse che coprono una o più sepolture. Notevole tra queste una tomba realizzata in blocchi di tufi giallo e grigio, squadrati e connessi tra di loro a formare una cassa chiusa da una copertura a baule; in essa è stata rinvenuta una scala di accesso realizzata mediante la costipazione in gradini di scaglie di lavorazione dei blocchi. All'interno lo scheletro era fornito di un corredo non molto abbondante ma di gran pregio rappresentato da una patera bronzea che conteneva un coltello in ferro, due fibule in ferro e una fibbia in bronzo. Una necropoli coeva è stata trovata poi alla periferia della città, in contrada Olivola, dove sono venute alla luce tombe di guerrieri con cinturoni ed armi.

## Il periodo romano

### Epoca repubblicana

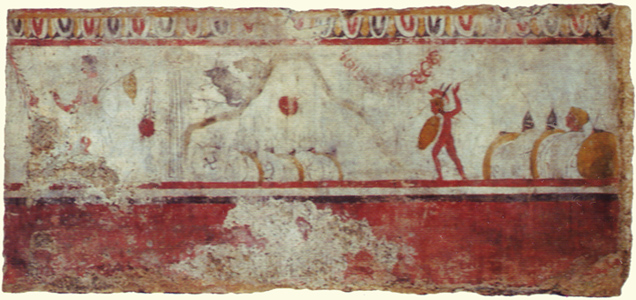
Scena con la vittoria sannita contro i romani alle Forche Caudine.

Il Sannio fu teatro di tre guerre contro i Romani. Nella terza (298 a.C. - 290 a.C.), quest'ultimi sconfissero uno ad uno tutti gli alleati dei Sanniti, costringendo infine questi ad un trattato di pace. Sembra che Maleventum fu conquistata da Roma, anche se l'occasione precisa è ignota. Di sicuro era nelle loro mani nel 275 a.C., quando domarono definitivamente i nemici a seguito della vittoria ottenuta su Pirro, Re d'Epiro, proprio lì. Nel 268 a.C. diventò definitivamente una colonia romana con i diritti delle città latine, e ribattezzata Beneventum.
Durante la seconda guerra punica fu ripetutamente utilizzata dai generali romani come postazione importante, vista la sua vicinanza alla Campania, e la sua resistenza come fortezza. Nelle sue immediate vicinanze si ebbero due delle azioni più decisive della guerra: nel 214 a.C., il generale cartaginese Annone fu sconfitto dal Proconsole Tiberio Sempronio Gracco, e nel 212 a.C. quando l'accampamento di Annone, in cui aveva accumulato una grande quantità di grano e altre provviste, fu assaltato e preso dal Console Quinto Fulvio Flacco. E nonostante il suo territorio fosse stato più volte lasciato desolato dai Cartaginesi, Beneventum era ancora una delle 18 colonie latine che nel 209 a.C. poterono e vollero immediatamente fornire la quota di uomini e danaro richiesta per continuare la guerra.
È notevole che non ci sia menzione di Benevento durante la guerra sociale (91-88 a.C.): sembra che fosse scampata alle calamità che a quel tempo affliggevano molte città del Sannio, e verso la fine della Repubblica romana se ne parlava come una città piuttosto opulenta, situata all'incrocio tra la Via Appia e la Via Minucia (la futura Via Appia Traiana).

### Epoca imperiale

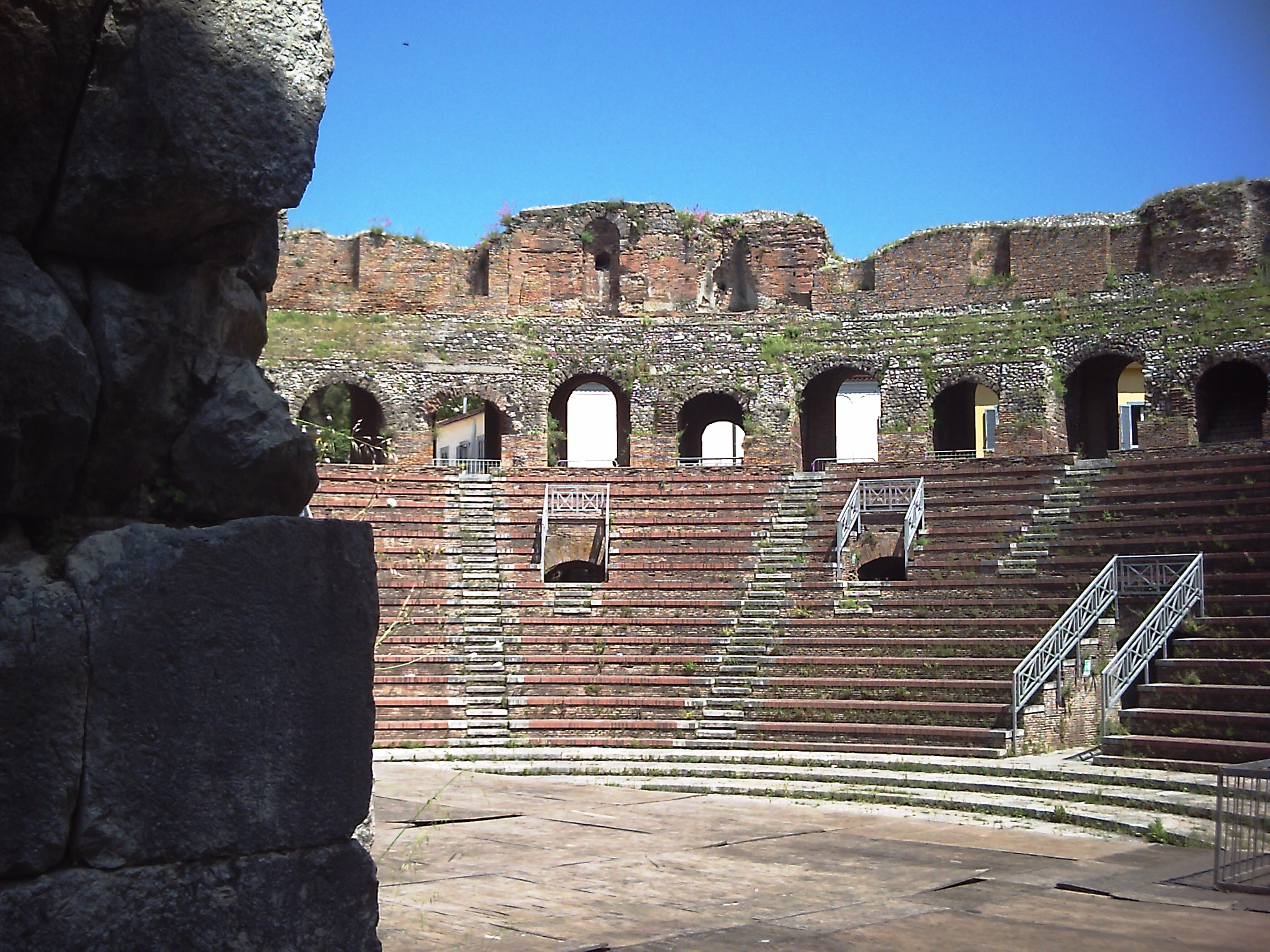
Il teatro romano di Benevento fu inaugurato nel 126 sotto Adriano. Aveva una capienza di quindicimila persone a testimonianza dell'importanza di cui la città godeva durante l'età imperiale.

Nel 42 a.C., sotto il secondo triumvirato, Lucio Munazio Planco dedusse a Benevento una colonia per i veterani (Iulia Concordia Felix Beneventum; si narra che a distribuire i lotti sia stato un rozzo centurione di nome Cafo, da cui la parola cafone). Il territorio della città fu parecchio allargato, aggiungendovi quello di Caudium; una terza colonia vi fu stabilita da Nerone. Nelle iscrizioni del regno di Settimio Severo, la città portava il titolo di Colonia Julia Augusta Concordia Felix Beneventum.
Da un punto di vista amministrativo, in epoca imperiale la città (unitamente alla vicina Irpinia) fu definitivamente staccata dal Sannio e aggregata dapprima alla regio II Apulia et Calabria (ossia alla Puglia) dall'imperatore Augusto, per poi passare alla Campania a seguito della riforma amministrativa operata da Adriano
Lo storico Mario Rotili così descrive la città romana di Benevento nel suo periodo di massimo splendore: «La città nel periodo di massimo fulgore, si estese dal Ponte Leproso e dal Pons Maior (ponte Fratto) ad occidente sino alla zona circostante all'Arco di Traiano ad oriente, mentre il confine settentrionale era dato dal Calore e quello meridionale dal Sabato. Nell'estrema parte orientale sorsero il tempio di Iside costruito sotto Domiziano nell'88 d.C., il tempio di Minerva Berecinzia ed il grandioso Arco di Traiano eretto tra il 114 e il 117 d.C. all'inizio della nuova via che abbreviò il percorso dell'Appia e che prese il nome dal saggio imperatore. Nella parte centrale della città c'erano il tempio di Giove ed il complesso di edifici sontuosi, dei quali doveva far parte l'arco ora detto del Sacramento; nella parte occidentale avevano posto il foro col sottostante criptoportico dei Santi Quaranta, la Basilica, i portici dei Sagittari, le terme dette Commodiane, le sedi di alcuni collegi, il portico di Diana, la basilica di Longino e il monumentale teatro in buona parte conservato».
L'importanza e la felice condizione di Beneventum sotto l'Impero romano è sufficientemente attestata dalle numerose rovine e dalle iscrizioni. La sua ricchezza è confermata anche dalla grande quantità di monete che coniava. Certamente doveva la sua prosperità alla sua posizione favorevole lungo la via Appia, proprio alla congiunzione delle due diramazioni principali di quell'importante strada (una delle quali chiamata poi via Traiana). È famosa la tappa a Beneventum nel racconto di Orazio riguardante il suo viaggio da Roma a Brundisium. Sempre alla posizione favorevole doveva l'onore di ripetute visite degli imperatori, tra le quali sono ricordate in particolare quelle di Nerone, Traiano e Settimio Severo. Gli imperatori successivi conferirono alla città altri territori ed eressero, o almeno diedero il nome a svariati edifici pubblici.
Pare inoltre che la Benevento romana sia stato luogo di grande attività letteraria, a cominciare dal grammatico Orbilio Pupillo, che insegnò a lungo nella città nativa prima di trasferirsi a Roma, e fu onorato con una statua dai suoi concittadini; esistono iscrizioni che danno onori simili ad un altro grammatico, Rutilio Eliano, e a svariati oratori e poeti di celebrità locale.

### Origini del cristianesimo
Secondo una leggenda priva di riscontri documentali il primo vescovo di Benevento sarebbe stato San Fotino, consacrato vescovo della città da San Pietro nel 40 d.C.
Il primo vescovo di cui si ha notizia certa è San Gennaro, nato verso l'anno 272 a Benevento e martirizzato nell'anno 305 ai tempi della persecuzione dioclezianea contro i cristiani.
Nel 313 d.C. l'editto di tolleranza sancì la libertà di culto. Due secoli dopo, nel 526, fu eletto papa il cardinale presbitero San Felice del Sannio, primo beneventano a succedere all'apostolo Pietro.

## Dalla caduta dell'Impero Romano alla venuta dei Longobardi
Caduto l'Impero Romano (476 d.C.), le popolazioni cosiddette barbariche irruppero in Italia, devastando le migliori terre ed occupando le principali città, che cadevano alla forza delle loro armi. Benevento non fece eccezione.
I Goti guidati, da Teodorico, nel 490 entrarono con violenza nella città, ma poi ne furono scacciati da Belisario, generale dell'Imperatore d'Oriente Giustiniano, tra il 536 ed il 537. Totila, re dei Goti, approfittando delle discordie intestine, alimentate da lui medesimo, tra i partigiani dei Goti e quelli dell'imperatore d'Oriente, nel 545 la riprese, ne distrusse i migliori edifici e ne diroccò le mura.
Narsete, altro generale dell'Imperatore d'Oriente, dopo aver sconfitto i Goti alle falde del Vesuvio, e respinti i Franchi fuori d'Italia (ragion per cui venne nominato Esarca), aggregò violentemente la città al dominio bizantino.
In seguito la città cadde in possesso dei Longobardi che, nell'anno 571, fondarono il ducato di Benevento.
La città, all'arrivo dei Longobardi comandati da Zottone (570), versa in una situazione spaventosa. La popolazione, costituita da Sanniti originari, Romani delle varie deduzioni coloniali, Goti di recente aggregazione, Bizantini di diversa estrazione, vive allo stremo, fra carestie e pestilenze, in un tessuto urbanistico lacerato da decenni di eventi bellici.

## Il periodo longobardo

Il Ducato di Benevento nell'VIII secolo

### Il ducato

#### Zottone e Arechi I
Gli storici usano suddividere il periodo di dominazione longobarda in tre distinte fasi. La prima, chiamata ascendente (570-774), è caratterizzata dal contrasto con i Bizantini e dalla vittoriosa conquista di nuove terre. La seconda, detta culminante (774-849), ha come inizio la caduta del regno longobardo di Pavia ad opera dei Franchi. Questo evento non si ripercuote negativamente su Benevento ma, al contrario, permette ai longobardi locali di agire liberamente, senza influenze superiori, e di trasformare il ducato in principato. La terza fase, discendente (849-1077), fotografa il lento declino del principato, continuamente minacciato dagli invasori musulmani.
I Longobardi fecero di Benevento la capitale di un potente ducato longobardo che, pur essendo sostanzialmente indipendente, gravitò nell'area di influenza del regno longobardo dell'Italia settentrionale. Primo duca fu Zottone che resse le sorti del feudo dal 570 fino alla sua morte avvenuta nel 590. Durante i venti anni di governo Zottone, benché "ariano o pagano", riuscì a stabilire delle relazioni con la popolazione locale e, forse, anche a riorganizzare il centro urbano e a gettare i primi fondamenti amministrativi.
Il successore di Zottone fu Arechi I, designato dal re Agilulfo. Il secondo duca di Benevento governò per molti anni, estese i confini del ducato e consolidò il suo potere interno sino a farne il centro di un dominio autonomo. Egli conquistò, tra l'altro, Capua e Salerno. Una lettera inviatagli da papa Gregorio I, nella quale il pontefice rende omaggio alla sua gloria di uomo d'armi chiamandolo gloriose fili, fa intuire che Arechi professava già da allora la religione cattolica.
Arechi I in punto di morte raccomanda come suoi successori i fedelissimi Rodoaldo e Grimoaldo, ed esclude dalla successione suo figlio Aione, ritenendolo inadatto a guidare il ducato. Alla sua morte tuttavia gli succede proprio il figlio Aione che riceve l'ubbidienza dei notabili longobardi, compresi Rodoaldo e Grimoaldo. Dopo un anno e cinque mesi un esercito di Schiavoni minaccia i confini del ducato e Aione, nell'assenza dei suoi fedeli militi, marcia verso i nemici per catturarli ma cade da cavallo in una fossa scavata nel terreno. Aione viene quindi assalito e brutalmente ucciso ma la sua morte viene vendicata da Rodoaldo, che assume la guida del ducato nel 642. Nel 647 gli succedette Grimoaldo, che governò il ducato per ben venticinque anni in maniera energica ma illuminata allo stesso tempo.

#### Grimoaldo, Romualdo I e l'assedio di Benevento del 663
Nel 662 Grimoaldo intervenne nella lotta per la successione del regno longobardo scatenatasi tra Godeperto e Pertarito, i due figli di Ariperto I tra i quali il testamento del sovrano aveva ripartito il regno. Grimoaldo, nel tentativo di imporsi su entrambi e salire al trono, approfittò della richiesta di aiuto rivoltagli da Godeperto, che gli offrì la sorella in moglie. Sentendosi legittimato nella sua pretesa proprio in virtù di questo matrimonio, affidò al figlio Romualdo il ducato e marciò verso nord con truppe, oltre che del suo ducato, anche di quelli di Spoleto e della Tuscia. Giunto a Pavia, eletta da Godeperto a capitale della sua porzione di regno, uccise il sovrano legittimo; a Milano Pertarito, consapevole della sua evidente inferiorità, abbandonò a sua volta il regno e riparò presso gli Avari. Grimoaldo divenne pertanto re dei Longobardi.
A Grimoaldo succede nella guida del ducato Romualdo I che deve affrontare l'avanzata dell'esercito bizantino guidato dall'imperatore Costante II. Dopo essere sbarcato a Taranto, Costante muove vittorioso verso Benevento col proposito di liberare l'Italia dai Longobardi. Arrivato nei pressi della città la circonda e la assedia con tutto il suo esercito. A Romualdo non resta altro da fare che chiedere l'aiuto del padre, aiuto che non tarderà a venire anche se con non poche difficoltà dovute alle numerose diserzioni. Frattanto Sessualdo (o Gesualdo), precettore di Romualdo, viene catturato dai nemici. Questi, interrogato sulla sua provenienza, spaventa Costante, dicendogli che è in arrivo un grande esercito guidato dal padre. Costante adotta uno stratagemma: mentre tratta con Romualdo per poter raggiungere Napoli, fa condurre Sessualdo presso le mura di Benevento, sotto minaccia di morte, perché dica agli assediati di non sperare nell'aiuto di Grimoaldo, trattenuto lontano. Sessualdo, una volta sotto le mura, dice la verità e quest'atto di patriottismo gli costa la vita: decapitato, la testa è gettata da una catapulta nella città, dove Romualdo la bacia in lacrime. Costante è costretto a togliere l'assedio per dirigersi a Napoli ma a Capua viene fermato dai locali Longobardi e sconfitto duramente. Romualdo per celebrare le eroiche gesta di Sessualdo (o Gesualdo) fece dono alla sua discendenza di un feudo posto lungo i confini meridionali del Ducato.

#### San Barbato, la conversione dei Longobardi e la storia delle streghe

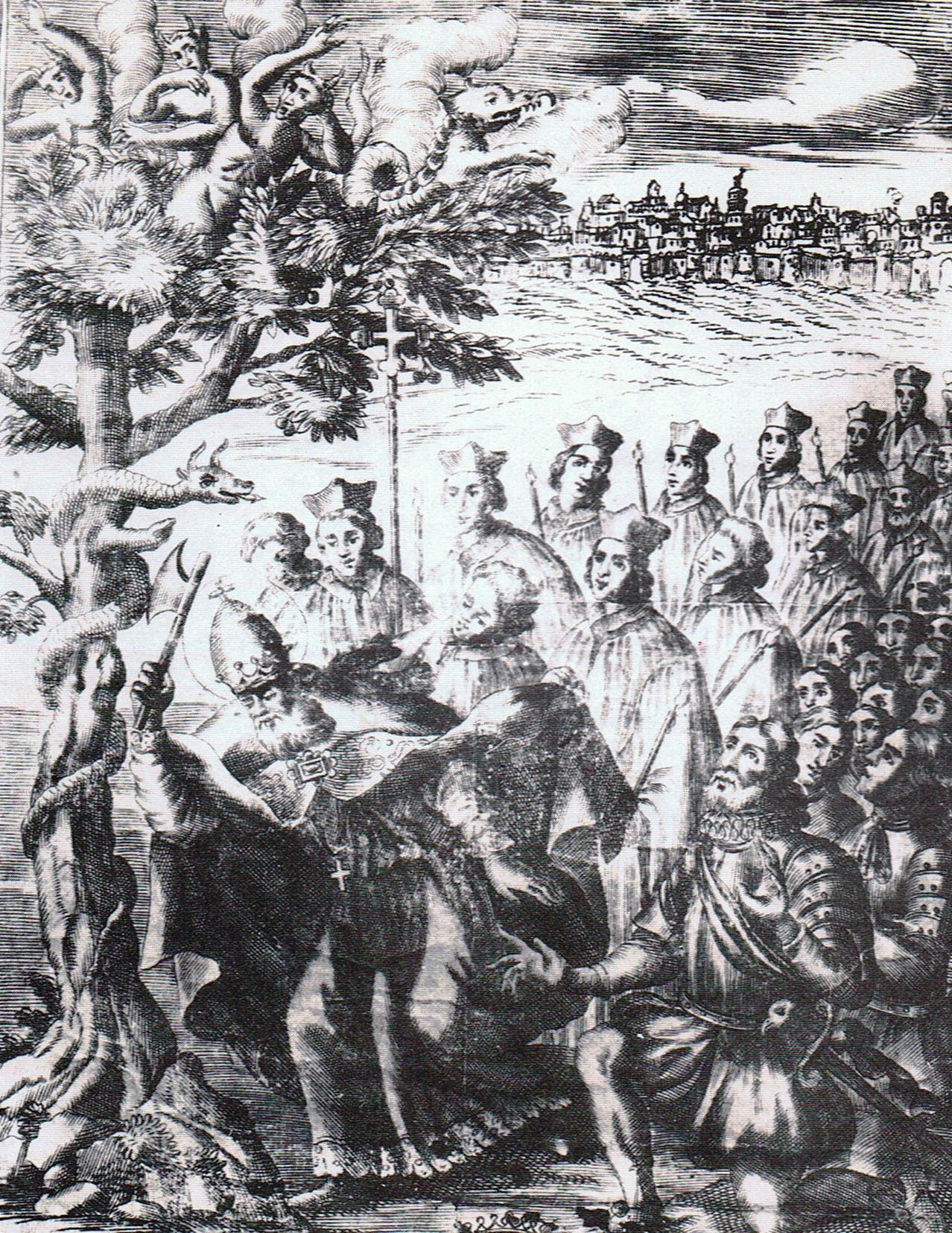
Incisione beneventana del XVIII secolo raffigurante l'abbattimento del noce delle streghe da parte del vescovo di Benevento Barbato.

La figura di San Barbato, vescovo di Benevento, ha un alone di leggenda. Nel racconto di uno storico del Seicento è scritto che Barbato ridusse al vero culto cristiano i Longobardi, con il loro duca, i quali erano ancora legati all'idolatria mediante il culto della vipera e "altre indegnità". Divenuto vescovo per uno spazio di ben diciannove anni, governò santissimamente la diocesi invitando i Longobardi ad abbandonare le superstizioni e a concedersi interamente alla vera fede. L'assedio di Costante II e i patimenti della guerra costrinsero i Longobardi ad abbandonare i culti idolatrici e ad abbattere il noce, albero demoniaco attorno al quale avvenivano strani rituali.
Secondo la leggenda mentre si estirpava l'albero «dalle sconvolte radici venne fuori uno squamoso ed arido serpente, il diavolo».
Attorno all'albero avevano luogo ricorrenti riunioni durante le quali i partecipanti solevano saettare una pelle di caprone sospesa ad un ramo, per poi masticarne alcune parti al fine di impossessarsi della forza in essa contenuta. Questo rito, di natura omofagica, non era altro che un banchetto totemico in cui si mangiavano le carni crude dell'animale sacrificato.
Da questa pratica primitiva, in uso presso i primi Longobardi, è nata la leggenda delle streghe, che ha avuto origine nei secoli XII e XIII. Secondo la leggenda le streghe solevano riunirsi attorno al noce per fare strane danze e magici rituali. Il protomedico Pietro Piperno in un suo libro illustra minuziosamente una di queste adunanze: «Un certo Lamberto Alotario [...] alla vigilia del SS. Corpo di Gesù Cristo, a tarda ora, sotto la luce dell'umida luna, si allontanò dalla nostra città. Appena lontano due miglia, vide nella pianura presso il fiume Sabato, nel territorio del fertile fondo dell'illustrissimo patrizio beneventano Francesco Ianuario, uomo adorno di ogni virtù, una grande turba di uomini e donne tripudianti e cantanti: ben venga il giuvedì e venerdì, e credendo che fossero mietitori e spigolatrici, avvicinatosi ad essi, con ritmica e canora voce, aggiunse in replica: e lo sabbato e la domenica. Questa facezia, benché egli fosse gobboso e forestiero, piacque a tutti ed egli si lasciò andare al tripudio. Ma, compiute le danze, sino all'esaurimento, sotto un alto, spazioso e grande noce, si avvicinarono a un luogo non lontano dal fiume, dove molte mense di cibi succulenti erano pronte. Egli forse per fame o per ambizioso gusto di gioco, prestando fede agli ospiti, si adagia per primo a tavola. Quand'ecco un demonio, da tergo, con forza e arte ineffabili, con intenso ma temporaneo dolore e mirabile celerità, adeguando, dislocate le vertebre, la protuberanza gibbosa sugli omeri, la fece uscire davanti al petto. E mentre egli esclamava: O Gesù! O Vergine Maria!, tutti d'isparvero d'incanto con le vivande e i lumi. Poi, toccandosi con la mano il tergo, non trovò più la gobba. E la elevazione gibbosa che gli occhi prima non vedevano, ora vedono davanti come un terribile e lamentevole impedimento. Lamberto, dunque, fattosi coraggio, comprende che quelle donne erano streghe».

#### I successori di Romualdo I
I successori di Romualdo dopo la sua morte (687) continuano l'opera di governo e di miglioramento del ducato. In particolare essi, convertiti pienamente al culto cristiano, patrocinano l'edificazione di chiese e santuari come il monastero di San Pietro, al quale furono destinate delle vergini consacrate a Dio, e i monasteri di Santa Maria in Locosano e Santa Maria in Castagneto.
Dopo il breve periodo di Grimoaldo II la corona passa al fratello Gisulfo I che, approfittando della lotta tra il papato e l'imperatore d'Oriente, annette Sora, Arpino, Arce e Aquino. Il successore Romualdo II riceve da papa Sisinnio doni e concessioni e strappa al duca di Napoli la città di Cuma.
Nel 732, dopo la morte di Romualdo II (sposato ad una nipote del re Liutprando, dalla quale aveva avuto un figlio, Gisulfo, ancora minorenne), una fazione autonomista, capeggiata dal gastaldo Audelais si oppose alla successione. Il re Liutprando, intervenuto nella vicenda, depose l'usurpatore e insediò come duca, in attesa della maggiore età di Gisulfo, un altro suo nipote (Gregorio, già duca di Chiusi), portando il ducato sotto il suo pieno controllo.
A Gisulfo II succede il figlio Liutprando di Benevento che appoggia la politica antipapale del nuovo re longobardo Astolfo partecipando persino all'assedio di Roma del 756. Con la morte di Astolfo e l'ascesa al trono di Desiderio, Liutprando si distacca dall'area di influenza della corte reale longobarda intrecciando relazioni con i Franchi. In conseguenza, re Desiderio marcia su Benevento e sostituisce a Liutprando, fuggito a Otranto, Arechi II, il quale aveva sposato la figlia del re, Adelperga.

### Il principato

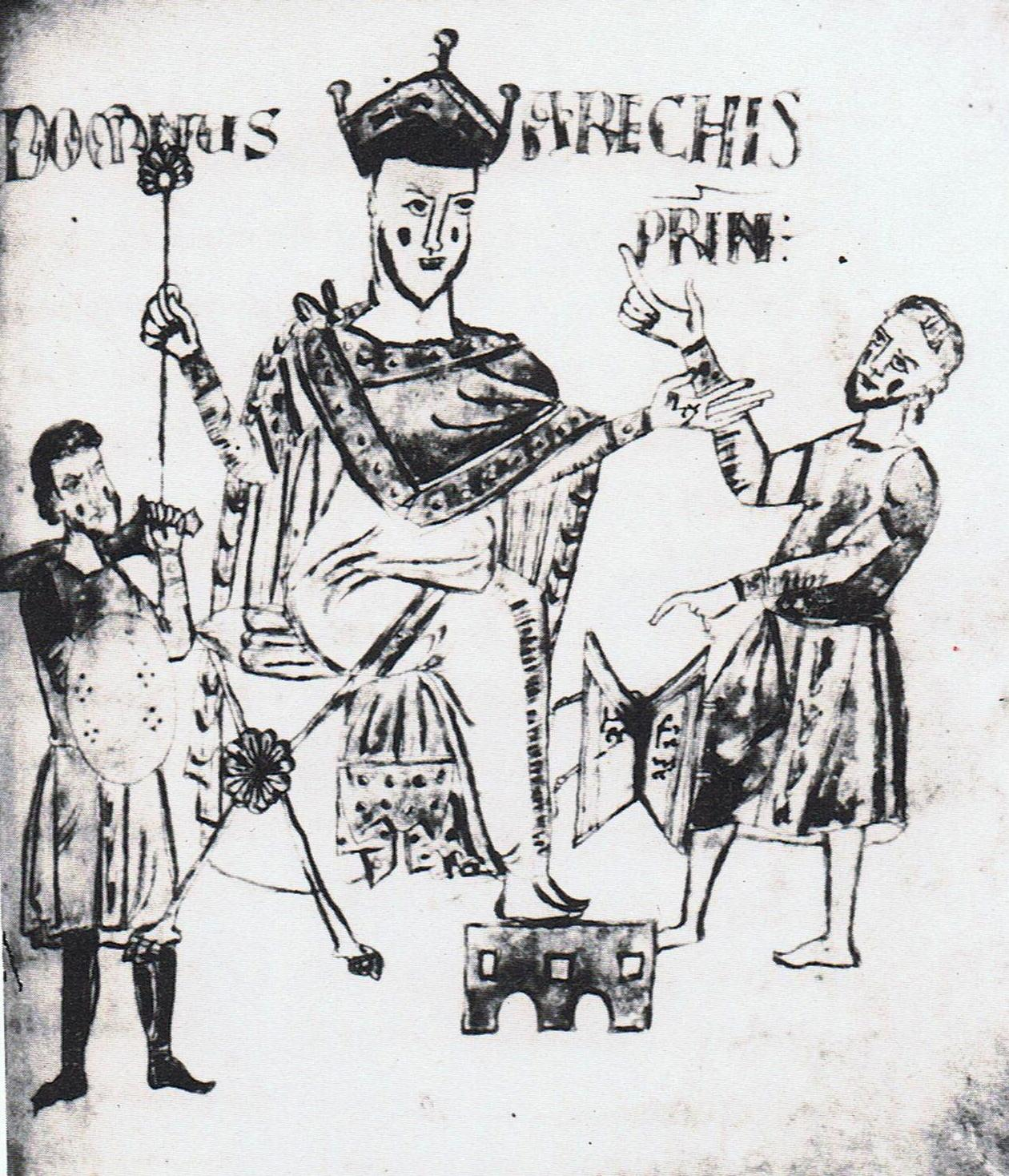
Arechi, principe di Benevento, con un dignitario e un uomo d'arme.

#### Arechi II e i suoi successori
Dopo la caduta della Langobardia Maior ad opera dei Franchi (774), il duca Arechi II diventa vassallo di Carlo Magno. Il riconoscimento della sovranità franca, imposto dalle circostanze, perde ogni valore appena il pericolo franco è lontano. Infatti dopo alcuni anni Arechi si autoproclama dux et princeps samnitium aggiungendo così al titolo di duca, cioè di signore dipendente dal re d'Italia Pipino, il titolo di principe, cioè di sovrano indipendente. A tal proposito il cronista cassinese attesta che «Arechi, per primo, comandò di essere chiamato principe. Per dare effetto a questa autoproclamazione, si fece consacrare dai vescovi e si ornò di corona e nei suoi atti pubblici ordinò che si aggiungesse questa formula: scritto dal nostro sacratissimo palazzo».
Arechi fa di Benevento la seconda Pavia. Accoglie i profughi del disciolto regno longobardo e fa sistemare degnamente le reliquie della sua gente (reliquiae Langobardorum gentis). Costruisce la magnifica chiesa di Santa Sofia, a pianta stellare, e patrocina altri cantieri civili e religiosi.
Nel novembre 774, subito dopo essere stato solennemente incoronato principe, Arechi II decide di inviare membri delle famiglie Cortisani e Baccari da Benevento ad occupare la zona mediana del fiume Biferno.
Alla morte di Arechi (787) diventa principe di Benevento il figlio Grimoaldo III che subito si mette all'opera per ridurre l'influenza bizantina nell'Italia meridionale. In una violenta battaglia, Grimoaldo sconfigge i Bizantini guadagnandosi l'ammirazione di Carlo Magno. Sotto il suo governo si rafforza il potere dell'aristocrazia, la quale sarà decisiva per eleggere il suo successore, Grimoaldo IV. Costui faceva parte del corpo di guardia del predecessore e governò il principato per pochi anni a causa di una congiura di palazzo che lo vide vittima, architettata da Sicone, gastaldo di Acerenza.
Sicone I aggredì i ducati costieri (Napoli, Amalfi, Sorrento, ecc.) e spadroneggiò sulla città partenopea; impose pesanti tributi e ricattò i napoletani dopo aver preso in ostaggio il corpo di San Gennaro. Il figlio Sicardo I continuò la politica espansionistica del padre ma i napoletani lo costrinsero a stipulare la pace il 4 luglio 836. A Lipari sottrae le preziose reliquie di San Bartolomeo ai Saraceni e le porta a Benevento dove tuttora vengono custodite. Muore nell'anno 839 a causa di una congiura.

#### La guerra civile tra Benevento e Salerno
Quando il tesoriere di Sicardo, Radelchi, riesce a conseguire la successione, i nobili di Salerno assieme ai gastaldi di Conza, Acerenza e Capua gli si ribellano ed eleggono Siconolfo come antiprincipe. Le due fazioni arrivano alla guerra e non esitano ad assoldare Saraceni marcenari, Libici, profughi orientali pur di prevalere sull'altra. Dopo dieci anni di guerra, nell'849, l'imperatore Ludovico II, preoccupato per l'apertura alle truppe mercenarie musulmane, scende in Italia e diventa arbitro delle contese locali. Egli divide il principato in due parti e le assegna ai rispettivi contendenti ottenendo in cambio l'impegno comune di guerra agli infedeli e ricevendo il giuramento dei due principi.
È l'inizio della parabola discendente del principato. L'atto di divisione, formalmente, è un atto di donazione fatto da Radelchi a Siconolfo. Benevento cede a Salerno i gastaldati di Taranto, Cassano, Cosenza, Laino, Latiniano, Montella, Furculae, Acerenza (metà), oltre alla città di Salerno. A Benevento restano i distretti di Brindisi, Bari, Canosa, Lucera, Siponto, Ascoli, Bovino, Sant'Agata, Telese, Alife, Isernia, Boiano, Larino, Biferno, Campobasso. Pochi anni dopo, nell'860, la secessione del gastaldato di Capua strappa altri territori a Benevento.
I rapporti fra l'imperatore Ludovico II e i principi di Benevento si irrigidiscono. L'imperatore è visto dai successori di Radelchi con sospetto e rancore. Il nuovo principe Adelchi manifesta apertamente la sua ostilità verso Ludovico, dando rifugio e protezione ai nemici dell'imperatore. Quest'ultimo, in segreto, si prepara ad aggredire Benevento. Adelchi lo sa e, in occasione di una visita di Ludovico II a Benevento, lo cattura e lo tiene prigioniero per poco più di un mese. L'evento ha una forte eco in tutta Europa e viene visto come un azzardato affronto nei confronti del potente imperatore, santo e pio, difensore del cristianesimo e delle pretese papali. Ludovico II viene liberato il 17 settembre 871 sotto giuramento di non entrare mai più con le armi a Benevento. L'anno successivo papa Adriano II lo scioglie dal giuramento. L'imperatore, sceso a Capua, organizza un esercito per marciare contro Adelchi e vendicarsi dell'affronto subito. Fortunatamente il piano fallisce e Ludovico II è costretto a tornare a Brescia dove muore nell'875.

#### Da Adelchi a Pandolfo Capo di Ferro

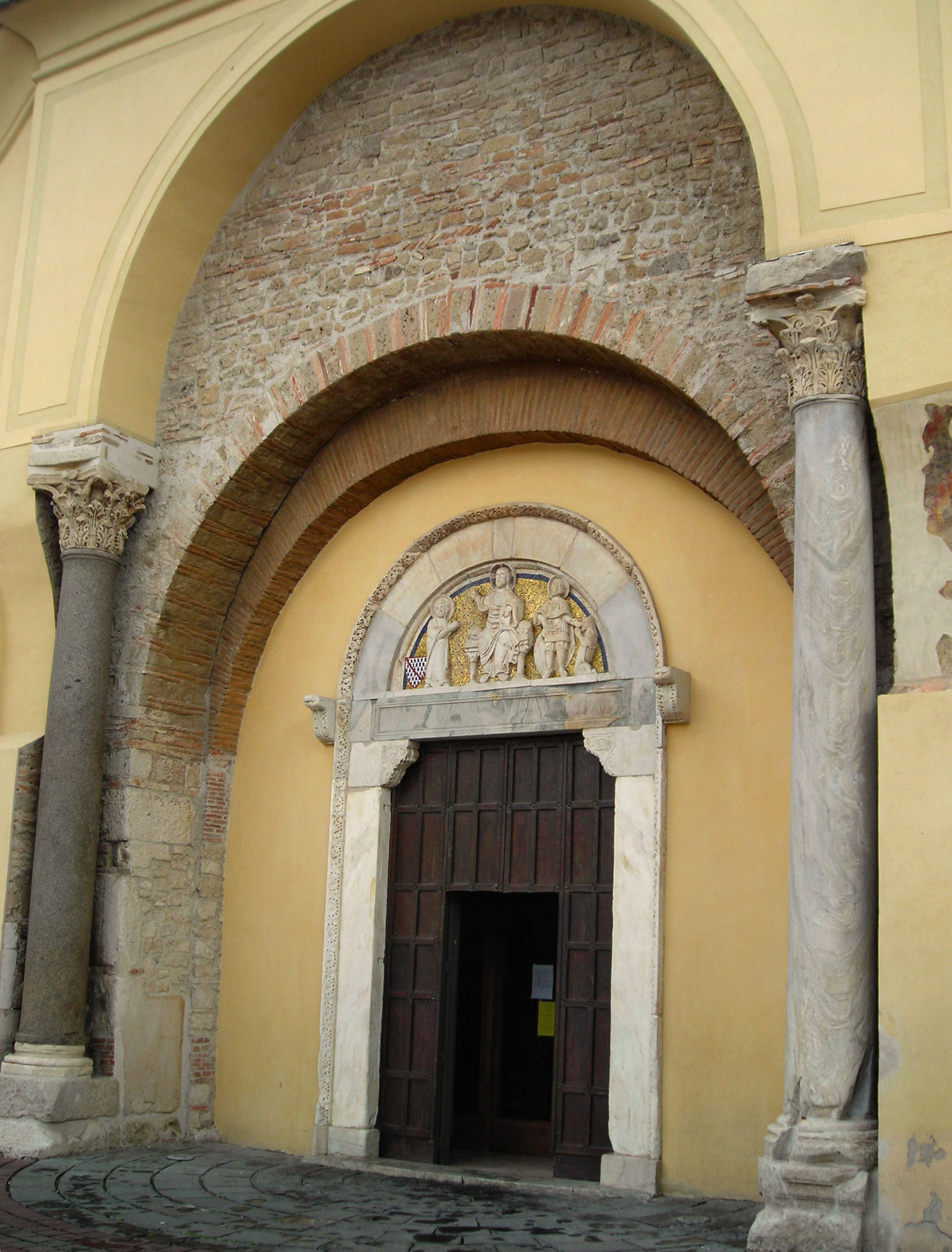
Scorcio della chiesa di Santa Sofia, esempio di architettura longobarda.

Terminate le ingerenze da parte del potere imperiale, Adelchi può dedicarsi al miglioramento delle difese del principato al fine di ostacolare l'avanzata dei Bizantini e, soprattutto, con l'obbiettivo di arginare le disastrose scorribande dei Saraceni. Dopo numerose vicende belliche, coronate da successi e insuccessi, Adelchi è costretto ad arrivare a patti con Seodan, il terribile capo dei Saraceni, corrispondendogli un'ingente somma di denaro e numerosi ostaggi in cambio dell'impegno a non aggredire il principato. Seodan si dirige allora verso Capua e Napoli, saccheggiandole. L'esercito saraceno decide poi di tornare a Bari, ma lungo la strada del ritorno, fra Dugenta e Telese, incontra l'esercito dei gastaldi di Telese e di Boiano. La feroce battaglia si concluse con l'ennesima vittoria degli infedeli i quali distrussero Telese, Benevento e altre terre vicine.
Ad Adelchi, morto nell'878 a causa di una congiura, succedono prima Gaideris e poi Aione II, i quali continuano la lotta contro Saraceni e Bizantini. Aione nell'884 riesce ad espugnare Bari e a cacciare i Saraceni ma, alla sua morte, i Bizantini approfittano della mancanza di un erede forte per assediare Benevento che, dopo una lunga ed eroica resistenza, è costretta a capitolare. La corte longobarda viene cacciata dalla città ma, Guido IV di Spoleto, la libera (885) e la assegna a Radelchi II di Benevento, figlio di Adelchi, tornato in patria dopo dodici anni di esilio. Il nuovo principe governa in maniera spietata e brutale. L'atteggiamento autoritario di Radelchi gli fa perdere consensi in ampi strati della nobiltà e della chiesa che chiedono aiuto ai signori di Capua. Atenolfo I di Capua corre subito a Benevento, fa spodestare Radelchi e si fa proclamare principe di Benevento.
I nobili beneventani ben presto si stancano del loro nuovo principe perché mal sopportano il declassamento della città di fronte a Capua. Essi acclamano il vescovo Pietro e lo vogliono alla guida del principato, ma Atenolfo, al fine di sedare i ribelli, manda il vescovo in esilio a Salerno e introduce una nuova forma di governo. Il nuovo sistema, nato per scongiurare guerre dinastiche, vede la condivisione dell'opera di governo fra fratelli e figli. Atenolfo, inoltre, costituisce una lega militare e sconfigge una potente colonia saracena che aveva devastato abbazie e monasteri della Campania. Il figlio Landolfo I di Benevento chiede aiuto ai Bizantini per sconfiggere definitivamente i Saraceni. L'imperatore Leone VI il Saggio gli concede l'ambito titolo di imperiale patrizio ma, per non andare contro gli interessi dell'impero, rifiuta di concedergli aiuto. Landolfo però in pochi anni riesce a formare una grande lega militare di potenze locali patrocinata da papa Giovanni X. Nel 915 l'assalto concentrico delle forze della lega cristiana riesce a sterminare definitivamente gli invasori musulmani.
Landolfo deve però affrontare i Bizantini che diventano sempre più agguerriti. Nel 921 approfitta di una rivolta contro il governatore bizantino per conquistare parte della Puglia ma viene respinto. Gli succedono Landolfo II di Benevento e Pandolfo Testadiferro. Quest'ultimo riunisce Capua, Salerno e Benevento in un unico principato, aggiungendo anche altre terre. L'ostilità di Pandolfo alle pretese papali lo avvicina all'imperatore Ottone I di Sassonia che gli concede anche il governo di Spoleto e Camerino. Durante questo groviglio di interessi papali e imperiali, Benevento ottiene un importante riconoscimento allorché nel 969 papa Giovanni XIII eleva la diocesi locale a sede metropolitana.

#### La fine del principato
Alla morte di Pandolfo, Benevento passa al primogenito Landolfo IV che viene ben presto spodestato e successivamente ucciso assieme al fratello durante una battaglia nel 982. L'autore dello spodestamento di Landolfo, Pandolfo II, continua la politica filo-imperiale del predecessore e offre continua ospitalità a Ottone III di Sassonia. Nel 1002 respinge eroicamente un'aggressione saracena. A Pandolfo succede Landolfo V il quale deve combattere non solo i Bizantini ma anche i nuovi conquistatori del Sud Italia, i potenti Normanni.
La politica filo-imperiale termina con Pandolfo III il quale nel 1047 ha il coraggio di chiudere le porte della città in faccia all'imperatore Enrico III il Nero e al papa Clemente II, che lo scomunica. Tale gesto clamoroso è dovuto al fatto che la dinastia beneventana si sente ormai accerchiata su ogni fronte: da una parte l'imperatore dispone a favore dei Normanni di terre longobarde, dall'altra il papa rivendica il possesso di Benevento. Man mano che i Normanni dilagano il principato si stringe e ai principi beneventani non resta che assistere impotenti alla fine del loro dominio. La conferma della scomunica da parte Leone IX accentua la pressione sulla città sino a creare profonde spaccature all'interno della nobiltà. La fazione filo-papale riesce a prevalere sulle altre e, dal 1050 al 1055, la città resta nelle mani del pontefice. I beneventani si ribellano e richiamano i principi che tornano a governare Benevento dopo aver reso atto di vassallaggio alla Santa Sede, con il trasferimento effettivo della città a dinastia finita. Morto (1077) l'ultimo principe longobardo della dinastia capuana, Landolfo VI, si conclude la dominazione longobarda e inizia quella pontificia.

## La dominazione pontificia

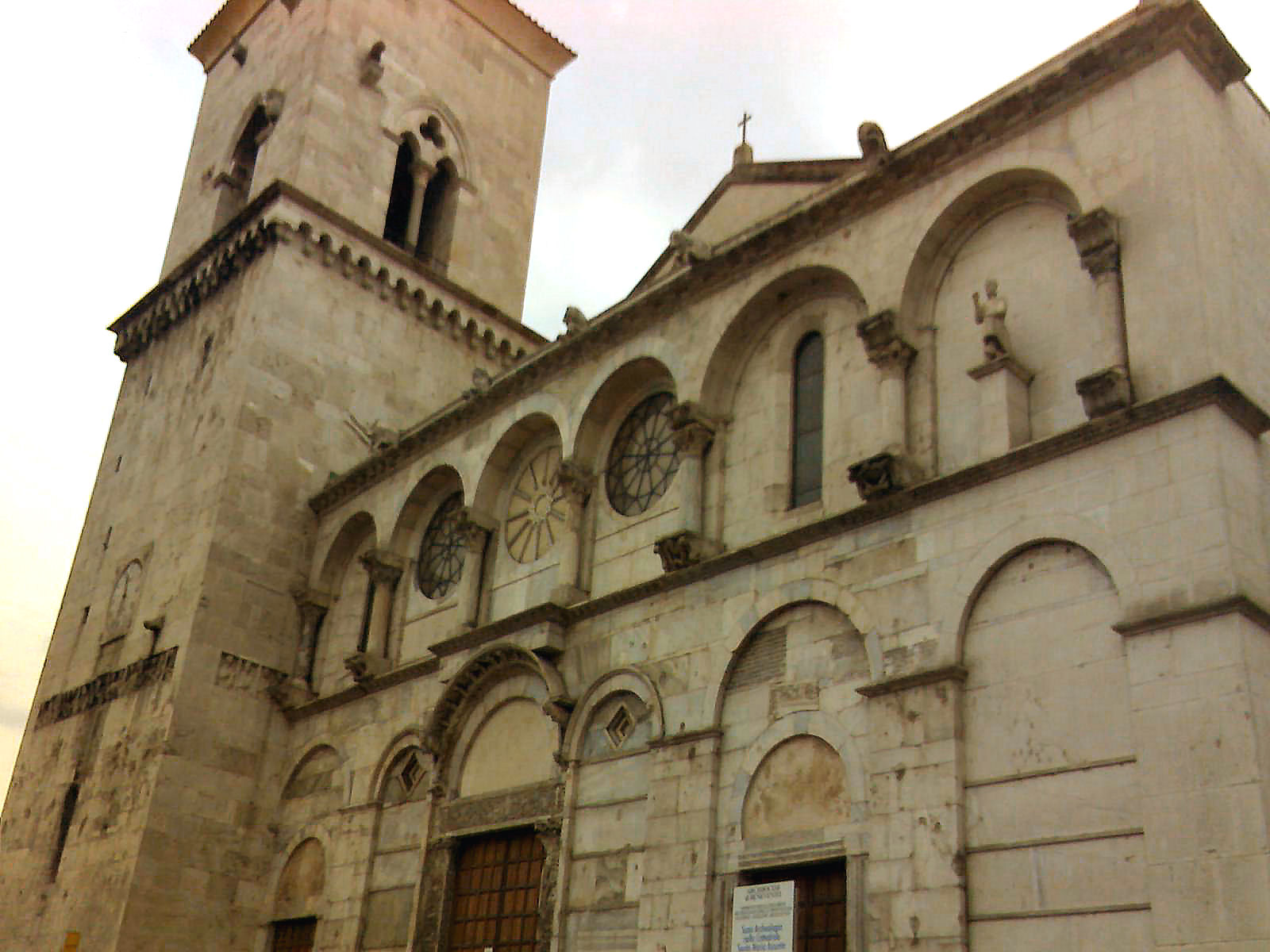
La facciata e il campanile del Duomo di Benevento furono eseguiti nel XIII secolo durante gli episcopati di Ruggero e Romano Capodiferro.

### Dal 1077 agli statuti cittadini del 1202
Nel 1077 inizia ufficialmente la dominazione pontificia. Il governo della città viene affidato a due rettori, scelti dai notabili in seno al gruppo dei maggiorenti di corte, previa approvazione papale. I primi due rettori sono Stefano Sculdascio e Dacomario. Da un documento del 25 agosto 1082 (la cosiddetta Carta di Stefano Sculdascio), si apprende che i due rettori esercitavano i loro doveri collegialmente e godevano del diritto di veto reciproco, proprio come i consoli romani. I rettori assumono una duplice funzione di rappresentanza: sono i delegati del papa ma, per effetto della libera elezione, sono anche i portavoce della comunità.
Morti i due primi rettori, Anzone, figlio di Dacomario, assume il ruolo di rettore per investitura di papa Urbano II. Il giovane mette in atto un colpo di Stato al fine di restaurare il principato assoluto ma, il celere intervento di papa Pasquale II, blocca l'azzardato tentativo di Anzone. Il papa affida il governo della città a Rossemanno, uomo di sua stretta fiducia ed estraneo all'ambiente beneventano. Questa decisione mette in subbuglio i beneventani, i quali eleggono un loro rettore e mandano quasi cento nobili a Roma per convincere il papa. Il pontefice conferma Rossemanno e la città si ribella aggredendo un rappresentante del papa. L'imminente assedio normanno (1112) divide Benevento in due fazioni: una, aristocratica, è per la difesa della città; l'altra, popolare, vuole trattare con il nemico. Con quest'ultima sta anche l'arcivescovo, Landolfo di Gaderisio, il quale si trova impossibilitato a svolgere la sua funzione pastorale nei comuni della diocesi soggetti ai Normanni. Il papa interviene nuovamente con fermezza e nomina Landolfo Della Greca rettore con poteri eccezionali militari e giudiziari. Nuovi tumulti agitano la città e il nuovo rettore, ferito gravemente, viene sostituito. Nel 1114 i cittadini, guidati dal vescovo Landolfo, arrivano alla pace con i Normanni.
Comincia un periodo cupo della storia di Benevento, fitto di stragi e di rivolte che culminano nel 1128 quando è brutalmente ucciso il rettore Guglielmo, e il suo cadavere viene ripetutamente oltraggiato. Per due anni la città si autogoverna in autonomia resistendo alle pressioni pontificie ma nel 1130 papa Onorio II spinge i normanni di Ruggero II a prendere la città in suo nome. La restaurazione del governo pontificio avviene ad opera dell'antipapa Anacleto II in combutta con il re normanno e si conclude con un breve periodo di pacificazione al quale segue una nuova ribellione anti-normanna. La fazione popolare riesce a prevalere sugli aristocratici e si schiera con papa Innocenzo II, pontefice legittimo, al quale i Beneventani guardano con speranza e fiducia. Il papa ricambia la fiducia dando un ruolo di rilievo al capo della fazione popolare, Rolpotone, il quale avvia un'aspra lotta contro gli aristocratici che, sostenuti da re Ruggero, alla fine prevalgono e costringono Rolpotone all'esilio a Napoli assieme ad altri mille concittadini.
Con il pontificato di Innocenzo III il potere della Santa Sede raggiunge l'apice. Questo lo si evince dagli Statuti cittadini del 1202, nei quali "l'ispirazione ierocratica e monocratica ha il sopravvento sulla ispirazione popolare". Gli statuti mirano al consolidamento del potere pontificio e si propongono di devitalizzare qualsiasi movimento democratico e di imbalsamare le istituzioni in modo che non diventino strumenti di manovre anti-pontificie. Significativo a tal fine è sia l'uso della lingua, un latino aulico e ricercato, e sia il lungo procedimento di stesura e di approvazione che si risolse solo nel 1230 quando papa Gregorio IX li ratificò.
Il documento inizia con una premessa nella quale viene narrata l'origine degli statuti e la necessità degli stessi. Seguono le varie norme procedurali divise in più parti. La prima constitutio stabilisce che ogni giudizio doveva avvenire secondo le consuetudini e la legge longobarda o, in mancanza di queste, secondo la legge romana. I giudici non potevano decidere nulla senza prima aver consultato i consoli, e qualsiasi nuova decisione di interesse comune, doveva essere presa dal consiglio dei notabili che riuniva i vari rappresentanti delle contrade cittadine. Seguono delle norme di natura moralistica: gli avvocati dovevano giurare di portare avanti le cause in maniera fedele e di non farle protendere a lungo con malizia; i magistrati dovevano onorare e amare il popolo, e viceversa; gli atti giudiziari e notarili dovevano essere redatti in buona fede ecc. La prima constitutio è firmata da 24 giurati e 12 giudici. Segue la seconda constitutio che contiene norme di diritto costituzionale.

### Dall'assedio di Federico II alla battaglia di Benevento

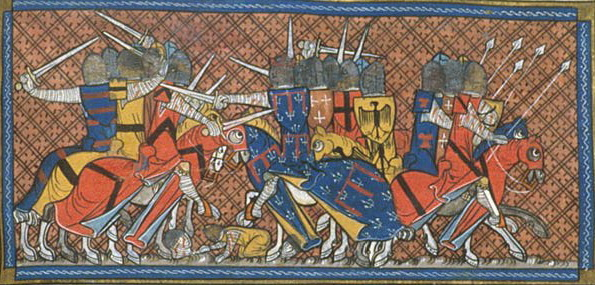
Miniatura francese raffigurante la battaglia di Benevento (British Library, Royal 16 G VI f. 432).

Il nuovo pontefice Gregorio IX, uomo rigido e inflessibile, intima all'imperatore svevo Federico II di Svevia di partire per una crociata in Terra santa. L'imperatore, a causa di motivi di salute, non può partire. Il pontefice, senza sentire ragioni, il 29 settembre 1227 lo scomunica. Inizia così un decennio di tensione tra gli Svevi e il Papato che culmina nel 1241 quando la città, ridotta alla fame, viene saccheggiata e distrutta dalle truppe di Federico II.
Si inaugura in questo modo il breve periodo della dominazione sveva di Benevento. Le magistrature civiche sono abolite e i funzionari regi assumono tutti i poteri. I cittadini, ridotti allo stremo a causa dell'assedio, supplicano il sovrano di poter emigrare altrove. La risposta dell'imperatore è dura e non lascia adito a speranze: «Poiché la città beneventana è pietra di inciampo e di scandalo del nostro Regno, non vogliamo che i suoi abitanti escano fuori da essa, ora che sembrano più interessati a provvedere alla loro incolumità piuttosto che a dare soddisfazione alla nostra maestà. Perciò vogliamo che tutti inaridiscano dentro per lo squallore della fame, finché siano costretti, per l'asprezza dell'inedia e la privazione di altri beni, tutti indiscriminatamente ad obbedire ai nostri comandi e mandati».
Il successore di Gregorio IX, papa Innocenzo IV, nel 1245 convoca un apposito concilio ecumenico nel quale scomunica nuovamente e depone Federico II. Il pontefice in una lettera del 18 luglio 1247 rivolta a frate Bonafede, francescano di fiducia, ammette l'esistenza di una forte fazione filo-sveva e invita il destinatario a prendere in esame i casi di tradimento, e a liberare i cittadini filo-svevi dal peso della scomunica previo loro pentimento. La fazione filo-papale segretamente avanza e acquista sostenitori ma le autorità sveve reprimono duramente un tentativo di sommossa il 1º gennaio 1250. Federico II muore poco dopo e Innocenzo tenta di assoggettarsi il Regno di Sicilia finanziando la ricostruzione di Benevento che nel frattempo si era ripopolata. Ma presto il figlio di Federico, Corrado IV, riprende possesso del regno e con questo anche di Benevento, che non ha possibilità di difendersi. Con la morte prematura di Corrado (1254), la Chiesa tiene la parte settentrionale del regno e concede quella meridionale a Manfredi di Svevia in qualità di vicario papale; ma presto Manfredi riottiene la totalità dei territori.
Il nuovo papa Clemente IV intanto si accorda con Carlo d'Angiò: rinunciato al dominio nel Mezzogiorno, viene garantito solo il ritorno di Benevento al dominio pontificio, con la reintegrazione dei diritti della città. Manfredi decide di affrontare in battaglia Carlo d'Angiò. La battaglia di Benevento avviene il 12 febbraio 1266 proprio presso la città. Manfredi, complici anche le diserzioni e i tradimenti, perde e muore. Con lui cade la casata imperiale degli Hohenstaufen. Il suo corpo viene disperso nel fiume Calore:
(Dante Alighieri, Purgatorio, canto III)
A tal proposito lo storico Gianni Vergineo annota: "è la soluzione più logica, perché più coerente con il senso di quella battaglia: non si consente neppure la conservazione delle reliquie. Una tomba può essere un tempio. E un tempio significa un culto. Di Manfredi non si vuole che resti neppure il ricordo, perché nessuno tenti di ripercorrere la stessa via. La dispersione delle spoglie mortali alla pioggia e al vento è dunque nell'ordine naturale degli eventi. Ma non è nella logica del destino storico del biondo imperatore. Perciò quanto più i persecutori delle memorie sveve si affannano a cancellare ogni relitto sepolcrale, tanto più la luce della gloria, che è il sole dei morti, riempie quel vuoto di un fulgore intemerato, che rende la figura di Manfredi sempre più pura e grande. Ed è in questa luce che continuano a vederlo i posteri, mentre il suo vincitore appare in un velo fosco d'infamia..."
Carlo d'Angiò lascia libere le sue truppe di saccheggiare la città. Per ben otto giorni l'esercito mette Benevento a ferro e fuoco ed opera omicidi, rapine e stupri. In un atto del notaio Marino de Maurellis si legge: «L'esercito di Carlo inebriato dalla vittoria, devasta crudelmente Benevento senza risparmiare né vecchi né fanciulli né sacerdoti. Così l'intera città, benché docilmente sottomessa al nuovo re non riesce ad ottenere il benché minimo riguardo: molte case distrutte, le mura della città rase al suolo, le vergini violate pubblicamente».

### Dal privilegio di Clemente IV agli statuti di Eugenio IV

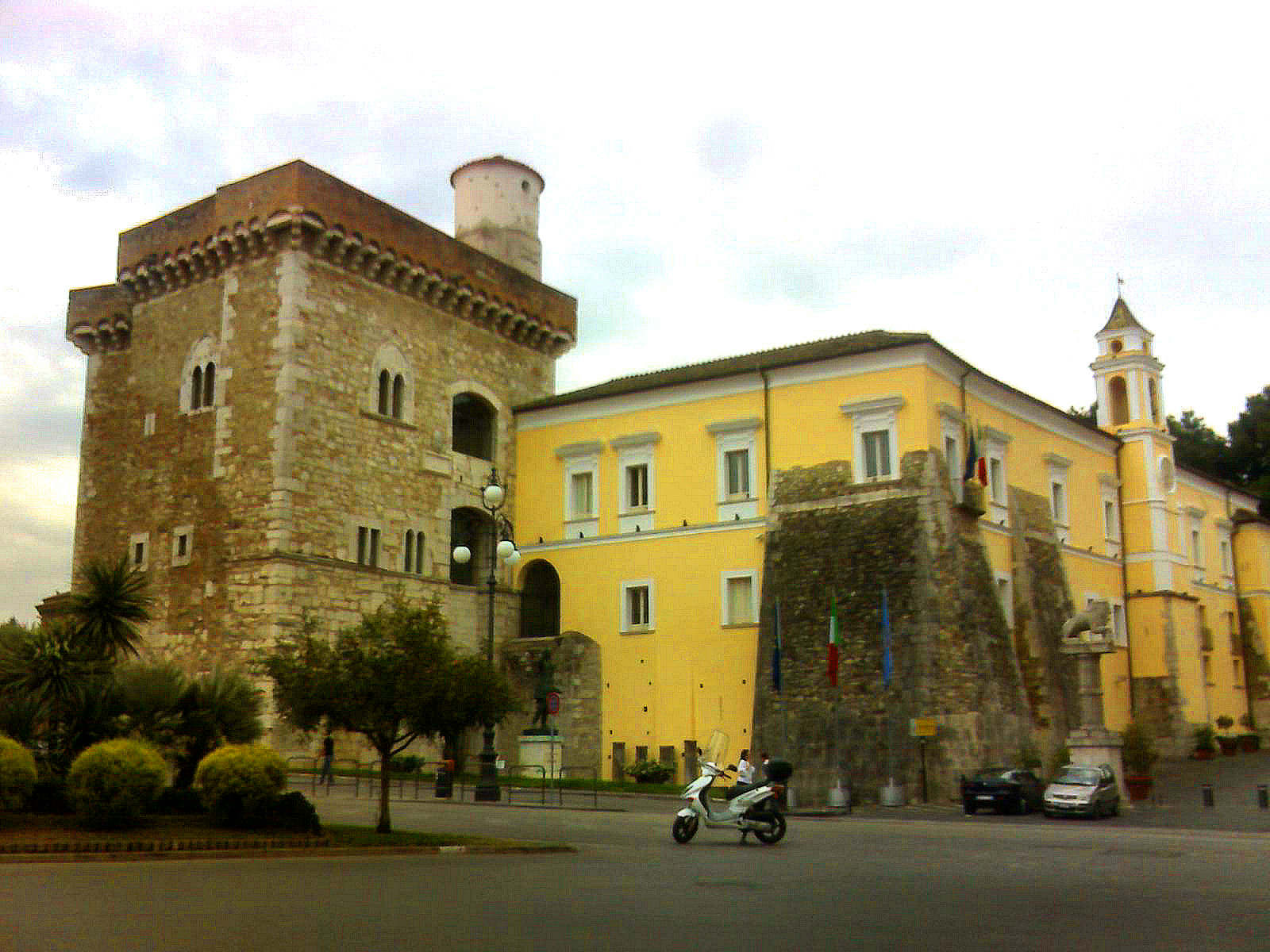
La Rocca dei Rettori è stata edificata dopo una rivolta popolare che nel 1316 devastò la vecchia residenza situata nel rione Piano di Corte.

La ricostruzione viene patrocinata da papa Clemente IV il quale in data 29 giugno 1266 concede un privilegio in cui promette protezione e aiuto. Nel documento, inoltre, comunica che il re di Sicilia metterà a disposizione i boschi del regno e tutto il materiale necessario all'attività edilizia. L'atto di magnanimità del pontefice verso i Beneventani contrasta con l'attività dei procuratori e dei giudici, che sopprimono ogni manifestazione di dissenso e danno la caccia alle personalità che avevano appoggiato gli Svevi. Il Tribunale dell'Inquisizione nel solo 1276 condanna a morte e brucia tre persone. Simone Delli Sorci, inquisitore dell'Ordine di San Domenico, "estirpa le ultime radici lasciate della dominazione sveva".
L'accordo del 1265 tra il re angioino e il pontefice prevedeva la riserva del papa a tracciare, a tempo debito, i confini antecedenti gli eventi bellici. Di fatto i confini non vengono tracciati a causa di contrasti fra le due parti, e questo provoca il blocco economico del ducato (1269). La città, privata dei rifornimenti essenziali, vive sotto l'incubo della fame. Il papa Gregorio X tenta di riprendere la questione dei confini durante un incontro con il re angioino tenutosi a Benevento nel 1271, ma inutilmente. La materia del contendere viene meno con papa Martino IV il quale asseconda gli Angioini e tende ad evitare frizioni. La politica autoritaria di quest'ultimo pontefice lo porta ad abrogare l'ordinamento cittadino mediante la bolla papale del 9 ottobre 1281. Questa drastica decisione provoca la dura reazione dei due partiti politici Beneventani tanto che papa Onorio IV si vede costretto a inviare un suo delegato al fine di pacificare gli animi. La materia alla base della contesa non solo non viene affrontata ma il pontefice statuisce che anche il solo nominare i partiti è reato. L'agitazione raggiunge il culmine nel 1289 allorquando l'arcivescovo Giovanni di Castrocoeli effettua un vero e proprio colpo di Stato, esautorando il rettore Giovanni Boccadiporco e i suoi collaboratori. Castroceli fonda un governo composto per metà da sacerdoti e per l'altra metà da laici, blocca le entrate dirette alla Santa Sede, riforma l'amministrazione cittadina in senso democratico.
Finalmente nel 1304 papa Benedetto XI riconosce che è la tracotanza dei rettori pontifici a scatenare la reazione del popolo e concede il consenso all'elezione di magistrature civiche e alla redazione di nuovi statuti, previa approvazione di Roma. Sostanzialmente, però, non cambia molto. Il rettore continua a giudicare e a governare contemporaneamente, facendo il bello e il cattivo tempo. La carestia del 1316 è la goccia che fa traboccare il vaso: i Beneventani, capeggiati da Simone Mascambruno, assaltano la sede del rettore Ugo de Laysac, travolgono le difese, incendiano i documenti di archivio e l'edificio. Papa Giovanni XXII reagisce duramente: scomunica Simone fino alla terza generazione, lo fa squartare e poi decapitare in pubblica piazza davanti ai suoi concittadini. Il pontefice ordina di costruire una nuova sede per i rettori in una posizione meglio difendibile: nasce la Rocca dei Rettori che sostituisce la precedente residenza di Piano di Corte.
I rapporti fra i Beneventani e la Santa Sede restano tesi. Nel 1385 alcuni cittadini tentano di impedire a papa Urbano VI di entrare nella città. La persistenza dei contrasti dimostra che il popolo non si lascia emarginare, partecipa attivamente alle adunanze e finisce sempre col restare un interlocutore obbligato. Le assemblee cittadine si tengono nella Cattedrale e vi partecipano tutti i cittadini aventi diritto al voto: militi, giudici, notai, pubblici mercanti, capi di arti, ecc. La convocazione avviene mediante il suono di un'apposita campana, la Scarana, e alle adunanze intervengono anche il rettore e il vescovo.
Sotto il pontificato di papa Eugenio IV la città si dota di nuovi statuti, approvati fra il 1431 e il 1440. La ragione di questa generosa concessione è oscura; forse va ricercata nella guerra di successione per il regno di Napoli, scoppiata alla morte della regina Giovanna II fra Angioini e Aragonesi. Infatti il pontefice, onde evitare il coinvolgimento volontario dei Beneventani nel conflitto, elargisce nuove concessioni alla città. L'ordinamento civico eugeniano si basa su un consiglio composto da dodici consiglieri, tre per ognuna delle quattro classi in cui è divisa Benevento (nobiles, mercatores, artifices o ministeriales, massarii). Le riunioni si tengono ogni settimana e sono previste delle pene pecuniarie per coloro che non vi partecipano o che abbandonano la seduta prima della sua legale chiusura. Due dei dodici consiglieri sono delegati a giudicare i ricorsi contro gli abusi dei funzionari pubblici. Non è obbligatoria la partecipazione del rettore alle riunioni consiliari, ma nessuna deliberazione è valida senza il suo nulla-osta. Il rettore, scelto dal pontefice fra persone di sua fiducia, non può assentarsi dalla città senza l'autorizzazione del consiglio e, al termine del suo mandato, deve essere sottoposto a sindacato e deve rispondere di quello che ha fatto. Altra figura prevista dagli statuti è quella del castellano che, oltre a curare la sicurezza e la vigilanza della residenza del rettore, sovrintende anche all'apertura e alla chiusura delle porte, operazioni che devono avvenire la mattina e la sera dopo il suono di un'apposita campana del castello. Gode di numerose attribuzioni il tesoriere cittadino, eletto dai cittadini aventi diritto al voto: esegue e cura l'inventario del dare e dell'avere, cura la manutenzione degli edifici pubblici, esamina i ricorsi in materia fiscale, paga gli stipendi ai funzionari pubblici, appalta le gabelle, ecc. Il sindaco, invece, rappresenta la civica amministrazione nelle liti e cura la manutenzione di strade, ponti e mura.
Negli statuti eugeniani la posizione della donna continua a rimanere in uno stato di inferiorità nei confronti dell'uomo. La donna non ha capacità giuridica e non ha diritti; essa non può acquistare, dare, ricevere, amministrare o curare la dote. Il marito la rappresenta in tutto, come, prima del matrimonio, il padre. Viceversa le pene previste per l'uomo sono molto più severe di quelle previste per la donna, e vanno dal carcere alla pubblica fustigazione, dalla relegazione al taglio del naso (quest'ultima pena riguarda gli stupratori). La donna invece è soggetta per lo più a sanzioni pecuniarie. Unica eccezione è quella dell'abbandono del neonato: «Qualunque donna abbia esposto o fatto esporre il figlio in chiesa, in ospedale o in altro luogo, è punita con la pena dell'omicidio. Se il figlio sopravvive, la donna sia fustigata e resti esposta per l'intero giorno sulla scalinata della chiesa maggiore». Il regime sanzionatorio nel suo complesso ha il fine di "preservare la famiglia da tutti i possibili fattori di disgregazione". La donna prostituta non ha tutela legale e il suo violentatore resta impunito. La prostituzione è tollerata fuori dalle mura ma, all'interno della città, è severamente vietata. Il capo famiglia ha il diritto di punire a suo piacimento i membri della sua famiglia ma non può infliggere gravi lesioni. Per quanto riguarda le norme economiche esse sono chiaramente influenzate dal diritto romano.

### Dalla metà del Quattrocento alla metà del Seicento

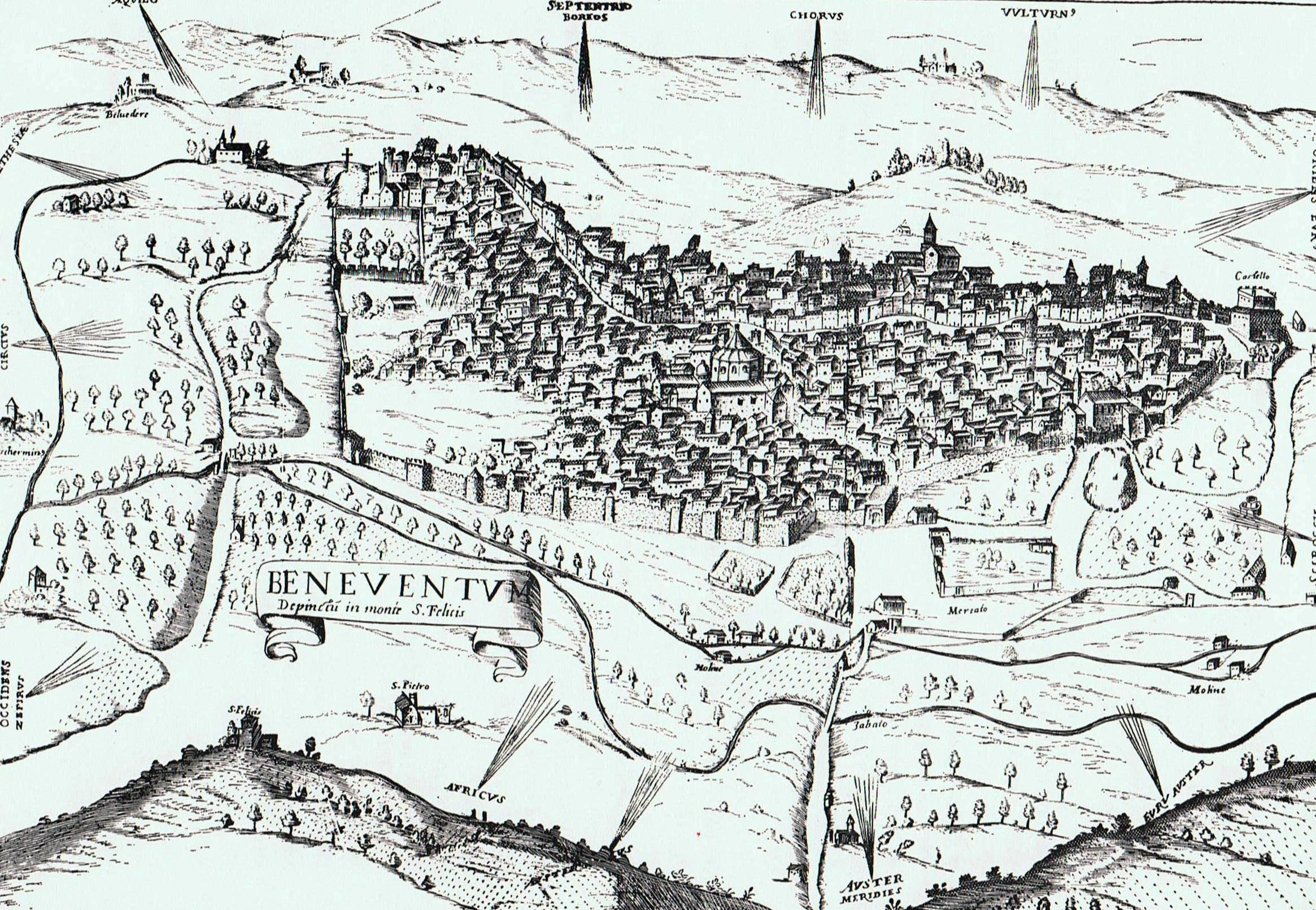
Veduta di Benevento nel XVII secolo.

Nella metà del Quattrocento Benevento conserva ancora la struttura urbana longobarda. La città è divisa in contrade che portano il nome delle rispettive porte: Somma, Aurea, San Lorenzo, Rufina, Nova, Gloriosa, Foliarola, Biscarda. L'edificio più prestigioso è senza dubbio la basilica di San Bartolomeo, meta di numerosi pellegrini che vi giungono da ogni dove per venerare le prodigiose reliquie del Santo. La basilica (rovinata a causa dei terremoti del giugno 1688 e del marzo 1702) si presentava con tre grandi cupole erette nel XIV secolo. Le attività economiche e mercantili sono floride anche se la ricchezza resta accentrata nelle mani dei monasteri e di poche famiglie. I prodotti agricoli arrivano dalle campagne circostanti; la farina viene prodotta nei mulini situati lungo i due fiumi che lambiscono il centro urbano; numerose sono le attività artigianali. La presenza degli Ebrei è testimoniata innanzitutto dall'esistenza di un ghetto, chiamato Giudecca. Nel 1374 il vescovo Ugo Guilardi ordina ai suoi sacerdoti di non usare mezzi di coercizione o di ricatto per indurre gli Ebrei Beneventani al battesimo.
Nella guerra di successione del regno di Napoli, il papato resta fedele agli Angioini ma gli Aragonesi hanno la meglio. Il 18 dicembre 1440 Alfonso d'Aragona, grazie alla complicità del castellano, si impadronisce della città e vi pone il suo stato maggiore in attesa della conquista di Napoli. A Benevento egli convoca il suo primo parlamento nel quale i nobili del reame sono chiamati a giurare fedeltà a lui e al figlio Ferrante d'Aragona. Papa Eugenio IV, abbandonato al suo destino Renato d'Angiò, passa dalla parte dei vincitori e conferisce al nuovo sovrano Alfonso non solo l'incoronazione del regno napoletano, ma anche il titolo di vicario nella città di Benevento. Alla morte di Alfonso (1458) papa Callisto III si affretta a nominare rettore di Benevento un suo nipote, Pietro Ludovico Borgia. Re Ferrante risponde alla bolla papale con l'occupazione della città. Le due parti dopo pochi mesi arrivano ad un accordo: in cambio dell'investitura al regno Ferrante abbandona Benevento e la restituisce al delegato papale (12 marzo 1459).
Gli anni che seguono sono fitti di furenti litigi fra la fazione filo-pontificia e quella anti-pontificia. Non mancano omicidi, sommosse, tentativi di colpo di Stato, occupazioni militari e svariati altri crimini. Il rettore Mario De' Marii il 12 aprile 1525 indusse le due fazioni rivali a stipulare la pace, con tanto di atto notarile stipulato nella Cattedrale, davanti all'altare maggiore, dove i rappresentanti dei due partiti, Antonio Pesce e Alfonso Colluccella, giurarono sull'ostia consacrata di rinunciare ad ogni ostilità. Lo storico Gianni Vergineo così commenta l'istrumento della concordia: "Non c'è Cristo che basti a contenere gli odi o a disinnescare le micce della discordia. Il terreno è troppo minato per essere bonificato del tutto. I giuramenti saltano in aria per un nonnulla come i propositi di pace".
Un duro colpo alla città avviene nel 1528 quando le truppe di Carlo V d'Asburgo sostano per tre mesi a Benevento, dimorando, mangiando e bevendo gratis, spogliando i Beneventani di ogni sostanza. Con la nomina a governatore di Ferrante I Gonzaga per la città inizia un periodo di prosperità e di crescita economica. Il Gonzaga e i rettori che gli succedono non governano in maniera oppressiva e lasciano alla civica amministrazione ampi spazi di manovra. Il nuovo corso di concordia e di collaborazione fra i governatori pontifici e la popolazione è solido a prova di sommosse: quando un certo Fracasso, di origine plebea, entra in città con alcuni ribelli per occuparla, sono gli stessi Beneventani a far fallire il suo tentativo di sovvertimento e a consegnarlo all'autorità giudiziaria.
Papa Paolo III (già arcivescovo di Benevento) concede numerosi privilegi alla città e incarica l'arcidiacono della Cattedrale, assieme ad altri probiviri, di redigere i nuovi statuti cittadini, ratificati con breve apostolico di papa Sisto V nel 1588. Nei nuovi statuti vi è una dilatazione della rappresentanza, dovuta al forte incremento demografico. Il consiglio consta di ben quarantotto membri, nove per ciascuno dei ceti cittadini. Le elezioni avvengono ogni due anni in occasione della festa di San Michele, nel mese di maggio. Il potere esecutivo è affidato a otto consoli (due per ogni ceto), eletti ogni quattro mesi fra i membri del consiglio al fine di favorire l'alternanza al governo di tutti i consiglieri. Il consiglio elegge i funzionari pubblici: due maestri per curare l'ospedale dell'Annunziata; dodici capitani; il sindaco; il tesoriere; il procuratore fiscale; gli ambasciatori.
La decisione di papa Pio V di cacciare tutti gli Ebrei dai territori dello Stato della Chiesa, eccetto Roma e Ancona, viene applicata anche a Benevento dove tutti i cittadini di fede ebraica sono costretti ad abbandonare il ghetto, che si trovava fra Piano di Corte e Porta Somma. Il 22 maggio 1617 i consoli della città propongono al consiglio cittadino di inviare una supplica a papa Paolo V per chiedere il ritorno dei Giudei emigrati altrove, perché utili alla cittadinanza. Il consiglio approva la mozione con 27 voti a favore e 5 contrari, ma del ritorno degli Ebrei non vi è nessuna traccia nei documenti di archivio.
Dopo l'anno degli statuti (1588) la città continua a crescere e a prosperare, fino a ricevere un brutto colpo con l'epidemia di peste del 1656.

### Il periodo orsiniano

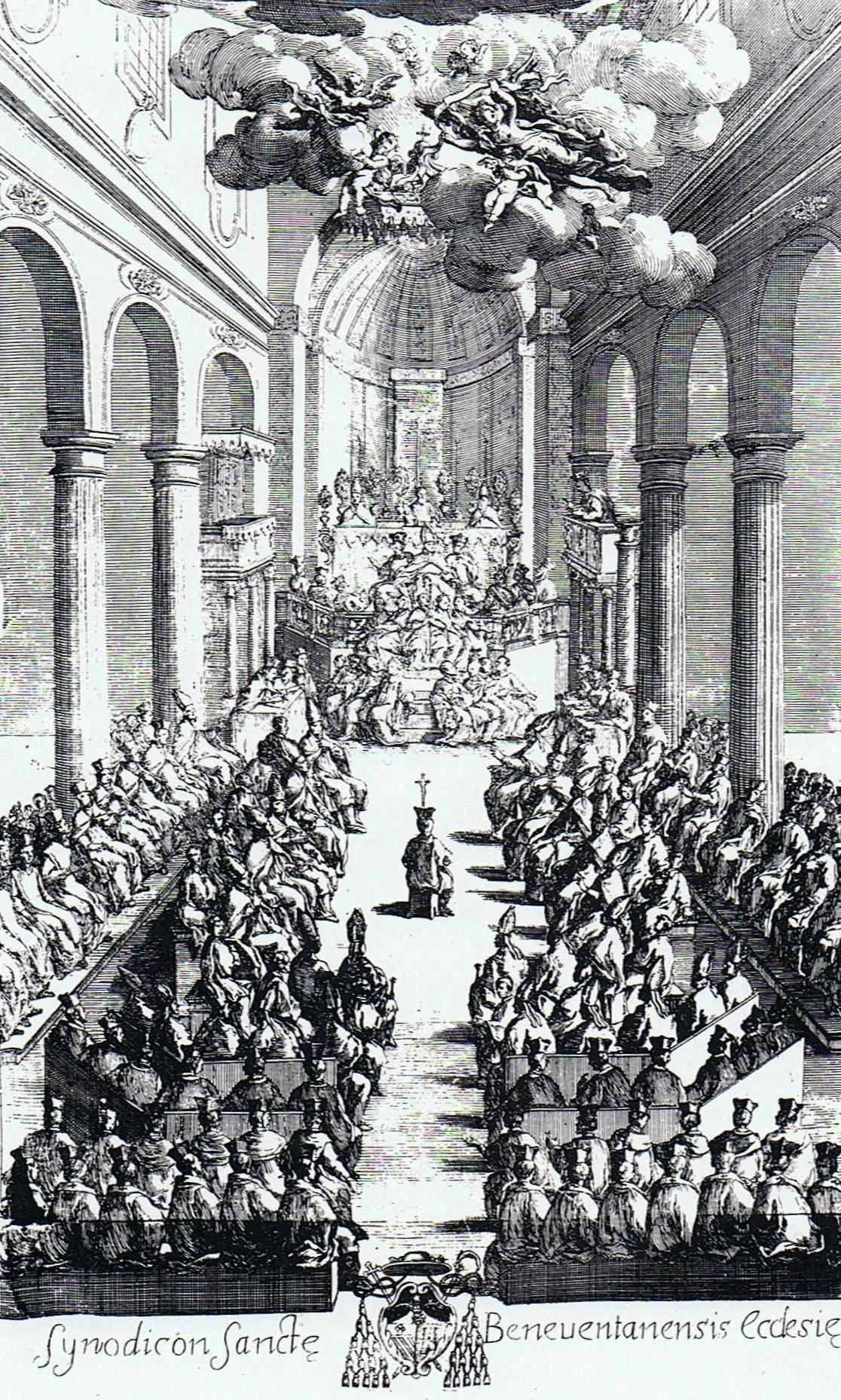
Un Sinodo diocesano nella Cattedrale di Benevento durante l'episcopato di Vincenzo Maria Orsini.

Nel 1686, con la nomina alla cattedra diocesana di Vincenzo Maria Orsini (poi papa con il nome di papa Benedetto XIII), Benevento conosce un nuovo periodo di equilibrio e di serenità. Orsini è "insonne, instancabile, irresistibile, egli mette a soqquadro la diocesi, svegliando i dormienti, stimolando i pigri, riscaldando i tiepidi". Da buon domenicano ripudia il fasto barocco e gli ornamenti pomposi, riforma la liturgia, i canti, i riti, la catechesi. Convoca annualmente sinodi diocesani dove discute di tutto (prima di lui l'ultimo sinodo si era tenuto diversi decenni addietro).
Lo sforzo del cardinale Orsini è rivolto in particolare alla catechesi. Egli concepisce una serie di precetti didattici sul modo di come insegnare il catechismo; da essi si evince uno zelo straordinario ma, al contempo, una mentalità rigida, autoritaria. Egli condanna duramente qualsiasi pratica di magia o di superstizione considerandole come forme di devianze dalla retta via, quella della fede religiosa. Crea, riforma, rivede e riorganizza ospizi, ospedali e monti frumentari. Quest'ultima istituzione ha l'obbiettivo di sottrarre i contadini alla piaga dell'usura, di effettuare prestiti in denaro su pegno, e di compensare gli effetti negativi di un sistema nel quale la maggior parte delle terre appartengono a pochi, ricchi, nobili. Orsini, inoltre, tra il 1705 e il 1715 provvede alla compilazione di platee e inventari, al fine di conoscere le proprietà della diocesi e di evitare usurpazioni. Grazie a queste misure le entrate annuali passano dai 67.051 del 1686 ai 135.953 del 1715.
Durante il suo episcopato, il 5 giugno 1688, un terribile terremoto si abbatte sulla città. I morti sono milletrecentosessantasette. Il problema più grave è quello della rimozione dei cadaveri dato che le chiese, quasi tutte rase al suolo, non possono accoglierli. Orsini a tal fine sceglie un terreno, lo fa recintare e lo benedice. Contemporaneamente egli cerca di affrontare il problema dei senzatetto e avvia immediatamente la ricostruzione, invogliando i Beneventani a non perdersi d'animo. L'8 settembre 1694 e il 14 marzo 1702 altri due terremoti scuotono Benevento ma l'arcivescovo procede secondo la rotta fissata e sovrintende tutti i cantieri religiosi della città.
Orsini anche da pontefice continua a conservare il titolo e la dignità di arcivescovo di Benevento, dove ritorna nel 1727 e nel 1729.

### Concili tenuti a Benevento
Il primo concilio in città risale al 1059; il canonico Stefano Borgia, autore di monografie locali, lo vuole presieduto da papa Niccolò II nell'estinta chiesa di San Pietro. Il concilio fu tenuto nell'interesse dell'abbazia di San Vincenzo al Volturno (fondata da tre fratelli beneventani, Paldo, Tato e Taso), occupata da Liutfredo abate.
Di seguito le date degli altri:
- 1061, per i diritti di alcune abbazie;
- 1075, a favore dell'abbazia di Santa Sofia;
- 1087, voluto da papa Vittore III, per fulminare l'anatema contro l'antipapa Guiberto da Ravenna, che aveva preso il nome di Clemente III, scomunicandovi altresì Ugo di Lione e Riccardo, abate di Marsiglia i quali facevano scisma con Guiberto; furono inoltre proibite le investiture date dai laici;
- 1091, presieduto da Urbano II; vi furono discusse molte cose riguardanti la disciplina ecclesiastica, e rinnovato l'anatema contro antipapa Guiberto;
- 1108, papa Pasquale II vi condannò le investiture dei benefici date ai laici, vietò ai chierici di usare vesti «alla foggia dei laici» e vesti che mal si adattavano all'esterna compostezza e gravità ecclesiastica, e si occupò di alcuni affari della provincia e dell'abazia di Montecassino;
- 1113, voluto ancora da Pasquale II;
- 1117, il papa Pasquale II scomunicò il cardinale Burdino, poi antipapa Gregorio VIII, per aver coronato in Roma Enrico V;
- 1119, contro i ladri;
- 1331, condannò la simonia come emerge dal Synodicon Beneventanum;
- 1374, si occupò della disciplina;
- 1470, riguardò i costumi;
- 1545, trattò dello stesso argomento.

Benedetto XIII, nel suo synodicon pubblicato nel 1693, ne enumera ventuno.

### Papi venuti a Benevento
- Giovanni XIII, il 7 settembre 967
- Leone IX, nel 1051
- Niccolò II, nel 1059
- Gregorio VII, nel 1073
- Vittore III, nel 1087
- Urbano II, nel 1091
- Pasquale II, nel 1108, nel 1113 e nel 1117
- Callisto II, nel 1119

- Onorio II, nel 1125, nel 1128 e nel 1129
- Innocenzo II, nel 1137 e nel 1139
- Adriano IV, nel 1156
- Alessandro III, nel 1167
- Benedetto XIII, nel 1727 e nel 1729
- Pio IX, nel 1849
- Leone XIII, nel 1901
- Giovanni Paolo II, nel 1990

## Dall'età napoleonica all'unità d'Italia

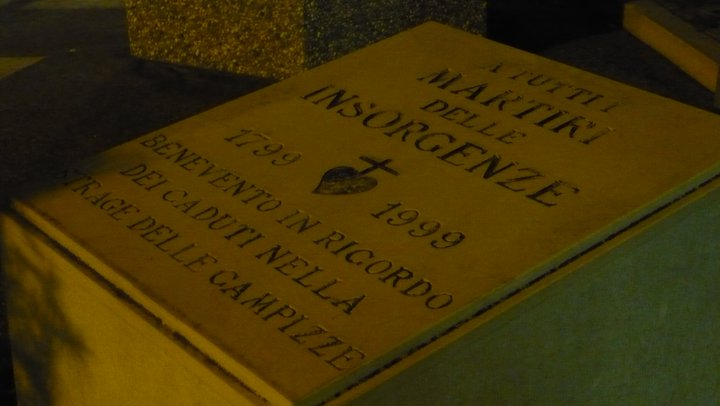
Monumento a Benevento, dedicato agli insorgenti contro l'invasione napoleonica del 1799

Nel 1798 Ferdinando IV di Borbone, re di Napoli, preoccupato dall'occupazione di Roma da parte delle truppe napoleoniche, decise di prendere Benevento prima che nascesse anche lì un governo filofrancese, pericoloso per la stabilità del dominio borbonico. Effettuata l'operazione, tentò lo scontro con la Repubblica Romana, ma dovette presto arrendersi; con l'armistizio di Sparanise, lasciò Benevento e Capua ai francesi.
Questi attirarono presto l'antipatia popolare saccheggiando il tesoro del duomo. Governò la città prima Andrea Valiante, poi Carlo Popp, che la dichiarò annessa alla Francia e vi importò le leggi francesi post-rivoluzionarie, come l'abolizione della nobiltà e dei privilegi del clero. Procedette inoltre a una raffica di arresti, seminando il terrore. Il malcontento popolare esplose in rivolta il 24 maggio 1799, approfittando dell'arrivo di truppe partenopee: a capo della città sedette il cardinale Ruffo, riportando la città sotto il dominio pontificio.
Nonostante le trattative della Santa Sede con Napoleone, questi di nuovo occupò i territori pontifici (1802). Nel 1806 fece di Benevento un principato indipendente, capeggiato dal marchese Talleyrand. Fu nominato governatore della città Louis de Beer, che introdusse notevoli novità legislative ed amministrative, che ricalcavano quelle applicate in Francia. A gennaio 1814 Gioacchino Murat, re di Napoli, occupò il principato e lo tenne fino alla fine dell'epopea napoleonica.
Con il Congresso di Vienna (1815), nella seduta del 4 giugno, a norma dell'articolo 103 si stabilì che Benevento fosse restituita alla Santa Sede, insieme all'altro principato napoleonico di Pontecorvo. In questo periodo il castello e la città furono presidiati dalle truppe austriache (23 maggio- 18 giugno 1815), e successivamente la città fu governata dall'intendente di Avellino Carlo Ungaro, duca di Monteiasi, dall'11 giugno al 15 luglio 1815.

## Epoca contemporanea

### Il Risorgimento
Anche in città nel 1820 si costituirono un bosco e una vendita, e quando, nel luglio 1820, giunse la notizia che in Napoli era scoppiata la rivoluzione ed era stata proclamata la Costituzione, anche i Carbonari beneventani insorsero, chiedendo le medesime garanzie di libertà.
Il 3 settembre 1860, ancora prima che Garibaldi giungesse a Napoli, si ebbe una singolare "rivoluzione", che non incontrò alcuna resistenza pontificia. Il beneventano Salvatore Giuseppe Rampone, senza scorta, vestito in camicia rossa da colonnello dei garibaldini, si recò al castello per comunicare all'ultimo delegato apostolico, Odoardo Agnelli, l'ordine di lasciare la città entro tre ore. Il dominio papale era finito.

### Dal 1860 ad oggi
In cambio dell'incorporazione nel regno sabaudo, Salvatore Rampone ottenne che a Benevento fosse creata una Provincia ad hoc che comprendeva anche alcuni territori dalle province del Regno delle Due Sicilie più prossime (Principato Ultra, Molise, Terra di Lavoro, in minor misura Capitanata).
A causa della sua centralità nelle comunicazioni ferroviarie fra Roma e Puglia, la città venne colpita in maniera durissima dai bombardamenti angloamericani nel 1943.
Il 21 agosto gli Alleati cominciarono a bombardare la città per stanare i tedeschi e spingerli a risalire la Penisola: il primo obiettivo centrato fu la stazione ferroviaria.
L'8 settembre 1943 venne firmato l'armistizio di Cassibile, ma per la città non ci fu tregua: arrivò un nuovo bombardamento degli angloamericani, questa volta nella zona intorno al Ponte Vanvitelli. I bombardamenti continuarono nei giorni 11 e 12 settembre. Il 15 fu il giorno più funesto per la città: cinque ondate di bombardamenti spianarono per intero Piazza Duomo e Piazza Orsini.
Duemila morti tra la popolazione civile, l'apparato industriale della zona ferrovia quasi annientato, 5.000 vani distrutti, quasi 4.000 fortemente danneggiati, fu il risultato delle incursioni aeree. Qualche settimana dopo, il 2 ottobre 1943, i tedeschi lasciarono la città. Nel complesso i morti furono centinaia, i vani distrutti il 38% di quelli esistenti. Gli sfollati, all'indomani della liberazione, erano 17.000, alloggiati in parte nelle baracche e in parte nei paesi circostanti.  Per il comportamento della cittadinanza in queste difficili circostanze, nel 1967 la città fu insignita della medaglia d'oro al valor civile.
La vita politica riprese sulla base di due gruppi politici, uno liberale, guidato da Raffaele De Caro, e uno democratico cristiano, del quale era leader Giambattista Bosco Lucarelli,. I due gruppi si contesero l'amministrazione di Benevento per alcuni anni.
Pochi anni dopo la guerra, la terribile piena del fiume Calore del 2 ottobre 1949 portò ancora vittime e distruzione.
Negli anni '50 la città fu amministrata da sindaci della destra monarchica o missina. In seguito si affermò un predominio della Democrazia Cristiana, durato fino agli anni '90.
L'economia della città, tradizionalmente agricola, nel secondo dopoguerra si è poggiata prevalentemente sul settore pubblico: i numerosi impieghi nelle pubbliche amministrazioni e, comunque, le maggiori possibilità di lavoro hanno indotto molti degli abitanti dei comuni della Provincia ad inurbarsi.
L'ampliamento della città, almeno sino agli anni settanta, non è stato governato efficacemente dai pubblici poteri; una prima inversione di tendenza si è osservata negli anni ottanta, ma è negli ultimi anni che Benevento è cambiata radicalmente. Da un lato sono sorti l'università e centri di ricerca come il MARSec, dall'altro i numerosi interventi di riqualificazione e restauro del centro storico hanno reso la città più ospitale. Tuttavia l'alluvione del 15 ottobre 2015 ha creato nuovi e gravi danni all'intera parte bassa di Benevento.
Attuale sindaco è Clemente Mastella, eletto a giugno 2016.